# The Sporting Magazine
The Sporting Magazine fu la prima rivista britannica dedicata esclusivamente al mondo dell'intrattenimento fisico. Attiva dal 1792 al 1870, è fonte di preziose informazioni socio-culturali per gli studiosi di storia per ciò che concerne i passatempi ludico-sportivi del XIX secolo oggi scomparsi o illegali: combattimento di cani, bull-baiting, rat-baiting, ecc.

Era sottotitolata "Monthly Calendar of the Transactions of the Turf, the Chase and Every Other Diversion Interesting to the Man of Pleasure, Enterprize, and Spirit".

## Storia
La rivista veniva pubblicata a Londra dall'editore John Wheble che riuscì, tramite una fitta rete di contatti sparsi su tutto il territorio britannico, a garantirle una tiratura ed un bacino d'informazioni nazionale. Grande contributo alla raccolta d'informazioni provenne dagli stessi lettori, smaniosi di garantire uditorio e popolarità a particolari notizie ritenute d'interesse. Merito della direzione editoriale del The Sporting Magazine fu quello di non sbilanciarsi troppo nel difendere la credibilità di notizie particolarmente fantasiose, limitandosi a riportarle senza difenderne a spada tratta la credibilità. Esemplare fu il caso di human-baiting riportato nel numero XVIII della rivista (anno 1807).